# Bonhomía
La bonhomía es un término que hace referencia a la sencillez y bondad de una persona. La bonhomía, por lo tanto, es una cualidad de la personalidad y un rasgo que puede advertirse en la conducta. Aquel que dispone de esta característica actúa de manera afable, sencilla, bondadosa y honrada.
La filantropía y el altruismo son otros valores implícitos en la bonhomía. Quien tiene bonhomía, en definitiva, es una buena persona.

## Etimología
La palabra bonhomía procede del francés bonhomie. En francés se usa desde principios del XVIII y deriva del sustantivo y adjetivo ‘bonhomme’ compuesto de bon (bueno) y homme (hombre). Fue incluida en el diccionario de la Real Academia Española (RAE) en la edición de 2001.